# Kapelle Maria Ebene

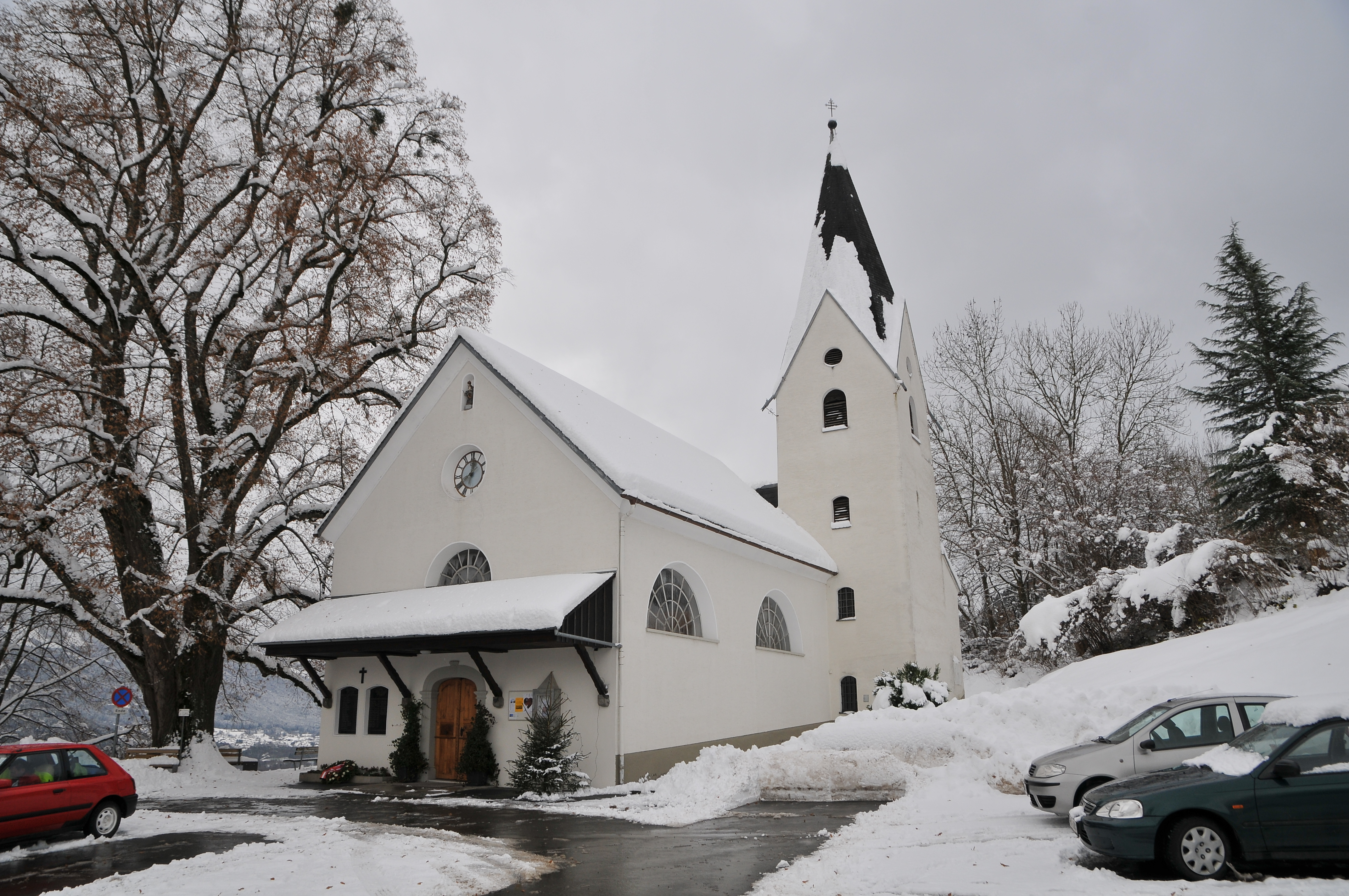
Katholische Kapelle Mariahilf in Maria Ebene

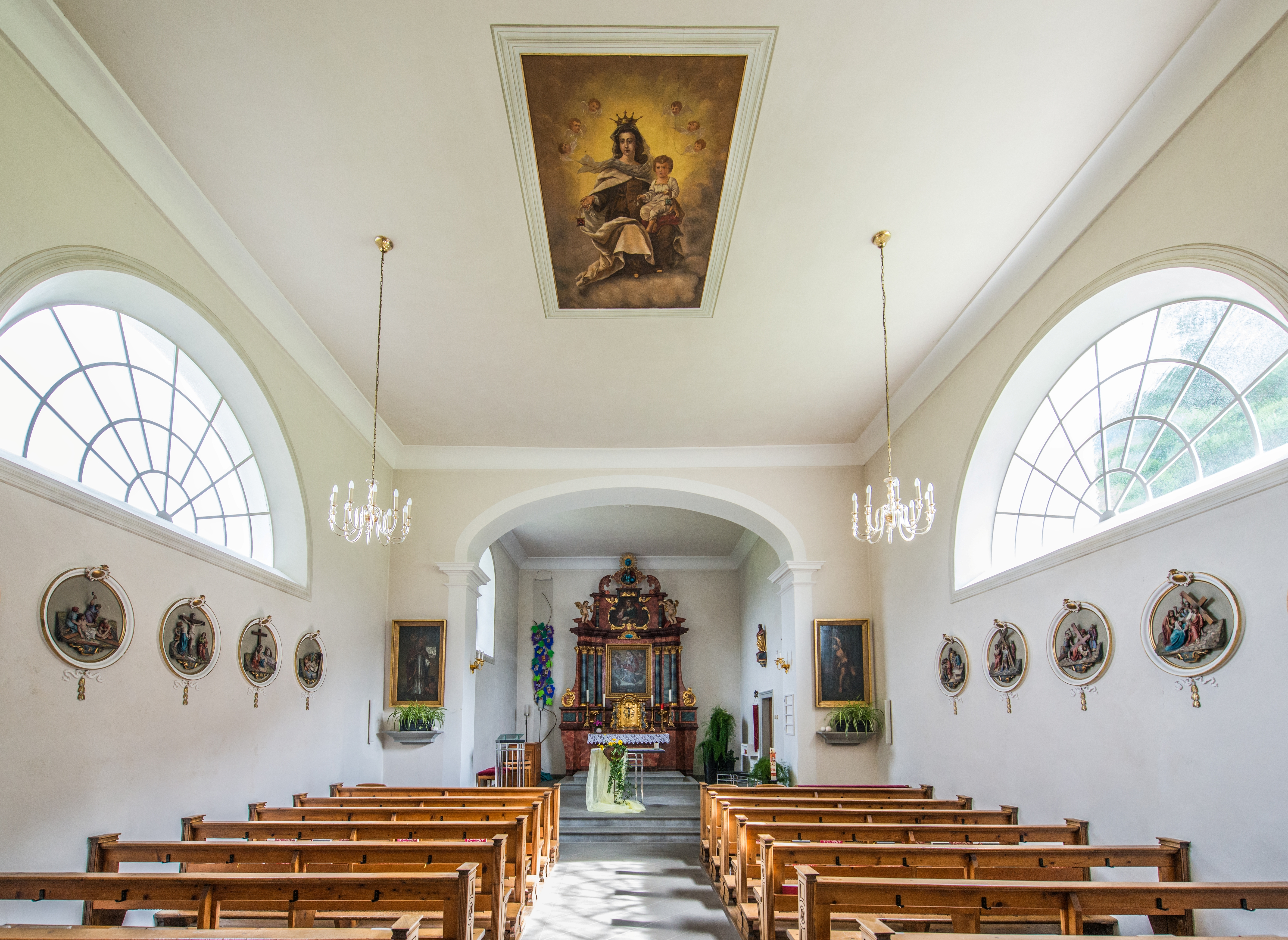
Im Langhaus zum Chor

Die Kapelle Maria Ebene steht erhöht auf dem Plateau Maria Ebene in der Marktgemeinde Frastanz im Bezirk Feldkirch in Vorarlberg. Die dem Gnadenbild Mariahilf geweihte Kapelle der Pfarre Frastanz gehört zum Dekanat Feldkirch in der Diözese Feldkirch. Die Kapelle steht unter Denkmalschutz (Listeneintrag). Das Patrozinium wird am 1. Juli jeden Jahres gefeiert.
Anlässlich des 500-Jahr-Gedenkens an die Schlacht bei Frastanz wurde 1999 der Friedensweg geschaffen. Die Kapelle wird seither auch als Friedenskapelle bezeichnet.

## Geschichte
1611 wurde in der Nähe ein gemauerter Bildstock errichtet als Dank für die überstandene Pestzeit. Der Bildstock wurde 1763 renoviert. 1780 wurde ein Vorhäuschen für 30 bis 40 Personen angebaut. 1824 wurde dann an das Generalvikariat Feldkirch eine Bittschrift für einen Neubau der Kapelle Mayerebne gerichtet und dies 1825 durch das Kreisamt bewilligt. 1825–1826 erfolgten die Bauarbeiten für die neue Kapelle, die 1828 fertiggestellt und eingeweiht wurde. 1840/47 wurden zwei Seitenaltäre angeschafft. Bereits 1846 musste die erste Renovierung durchgeführt werden. Das Kirchenschiff wurde 1868 um ein weiteres Fenster erweitert und 1877 der Turm mit der Sakristei angebaut. Anlässlich der Renovierung 1889 wurde eine Kirchenuhr installiert, die vom aus Göfis stammenden Textilfabriksbesitzer Amman aus Monza gestiftet wurde. 1916 wurde der Marienhochaltar angeschafft. 1950 erfolgt die Weihe der drei neuen Glocken. Das Stiegenhaus im Turm und ein Raum für den Kirchenchor wurden 1959 errichtet. 1964 musste der Barockaltar renoviert werden. 1966/67 erfolgte wieder eine Außenrenovierung und der Umbau des Turmes zu seiner heutigen Form. 1984 und 2005/2006 erfolgten weitere umfassende Renovierungen.

## Architektur
Das Langhaus hat ein Satteldach. In der annähernd westlichen Giebelfront befindet sich das mittige, flachbogige Portal bez. Erbaut Ano 1826, links davon zwei segmentbogige Fenster, darüber ein Vorzeichen als Pultdach über die gesamte Frontbreite stehend auf Streben auf Konsolen, darüber in vertikaler Achse ein Halbkreisfenster, darüber ein Kreisfenster und im Giebelschluss eine Rundbogennische mit einer Figur. Der niedrigere eingezogene Chor mit geradem Schluss hat ein Satteldach. Der Turm mit Giebelspitzhelm steht südlich am Chor. Der Sakristeianbau mit Pultdach grenzt an Chorschluss und Turm.
Das Kapelleninnere mit einem rechteckigen Langhaus hat eine Flachdecke mit einem Deckengemälde Maria mit Kind, gemalt von Florus Scheel 1891. Die gerade Empore steht auf zwei Holzstützen. Der eingezogene Triumphbogen ist flach gerundet. Der gerade abschließende Chor mit Flachdecke hat an der Nordseite Rundbogenfenster.

## Ausstattung
Der Hochaltar mit vier Säulen und zwei Pfeilern ist aus dem Ende des 17. Jahrhunderts und damit älter als die Kapelle selbst. Er zeigt ein Hochaltarbild Mariahilf mit der Darstellung einer Brücke und einer Burg aus dem Ende des 17. Jahrhunderts, das Oberbild zeigt Anna die Maria lesen lehrend. Im Giebelaufsatz befindet sich die Figur Gottvater von Erasmus Kern um 1640. Der rechte Chorbogen zeigt ein Gemälde des hl. Martin bez. 1671, renoviert 1763 und 1924. Die geschnitzten Kreuzwegstationen aus Holz entstanden am Ende des 19. Jahrhunderts.